# Iurii Ceban
Iurii Ceban (n. 5 iulie 1986, Odesa, RSS Ucraineană, URSS) este un canoist ce a reprezentat Ucraina, medaliat olimpic. A participat la 4 ediții ale Jocurilor Olimpice (2004, 2008, 2012, 2016) în care a câștigat o medalie de aur și o medalie de bronz.